# Eagles Salerno 2019
Questa voce raccoglie le informazioni riguardanti gli Eagles Salerno nelle competizioni ufficiali della stagione 2019.

## Campionato Italiano Football a 9 2019

### Stagione regolare
| Perugia 24 febbraio 2019, ore 15:15 | Nuovi Grifoni Perugia | 39 – 12 (7-0 13-0 6-6 13-6) referto | Eagles Salerno | S.C. S.Sisto (50 spett.)\| Arbitro: \| L. Ferracuti \| |
| Arbitro:                            | L. Ferracuti          |                                     |                |                                                        |

| 9 marzo 2019 | Eagles Salerno | - – - | Steelers Terni |  |

| Napoli 17 marzo 2019, ore 15:05 | 82'ers Napoli | 0 – 50 (0-14 0-20 0-8 0-8) referto | Eagles Salerno | C.S. Green Sport (30 spett.) |

| Salerno 7 aprile 2019, ore 14:35 | Eagles Salerno | 0 – 35 (0-7 0-14 0-14 0-0) referto | Nuovi Grifoni Perugia | Stadio Donato Vestuti (30 spett.) |

| Napoli 28 aprile 2019, ore 14:40 | Briganti Napoli | 30 – 22 (14-0 8-0 0-8 8-14) referto | Eagles Salerno | Briganti Field (200 spett.)\| Arbitro: \| U. di Bari \| |
| Arbitro:                         | U. di Bari      |                                     |                |                                                         |

| Salerno 5 maggio 2019, ore 14:35 | Eagles Salerno | 32 – 20 (16-14 8-6 0-0 8-0) referto | 82'ers Napoli | Centro sportivo Vincenzo Volpe (20 spett.) |

| Salerno 19 maggio 2019, ore 14:30 | Eagles Salerno | 0 – 25 (0-12 0-7 0-0 0-6) referto | Briganti Napoli | Centro sportivo Vincenzo Volpe (100 spett.)\| Arbitro: \| G. Genise \| |
| Arbitro:                          | G. Genise      |                                   |                 |                                                                        |

## CSI 7-League 2019

### Stagione regolare
| Salerno 10 novembre 2019, ore 15:00 CET | Eagles Salerno | 24 – 12 | Steel Bucks Caserta | Centro Sportivo De Gasperi |

| Salerno 24 novembre 2019, ore 15:00 CET | Eagles Salerno | 16 – 18 | Navy Seals Bari | Centro Sportivo De Gasperi |

| Lequile 8 dicembre 2019, ore 15:00 CET | Spiders Salento | 21 – 0 (a tavolino) gara non disputata per mancato arrivo degli Eagles, dovuto a guasto dell'autobus. | Eagles Salerno | Campo Sportivo |

| San Vito Chietino 15 dicembre 2019, ore 17:00 CET | Goblins Lanciano | 18 – 32 | Eagles Salerno | Campo Sportivo Tommaso Verí |

## Statistiche di squadra
| Competizione             | %Vittorie | In casa | In casa | In casa | In casa | In casa | In casa | In trasferta | In trasferta | In trasferta | In trasferta | In trasferta | In trasferta | Totale | Totale | Totale | Totale | Totale | Totale |
| Competizione             | %Vittorie | G       | V       | N       | P       | Pf      | Ps      | G            | V            | N            | P            | Pf           | Ps           | G      | V      | N      | P      | Pf     | Ps     |
| ------------------------ | --------- | ------- | ------- | ------- | ------- | ------- | ------- | ------------ | ------------ | ------------ | ------------ | ------------ | ------------ | ------ | ------ | ------ | ------ | ------ | ------ |
| CIF9 - Stagione regolare | .333      | 3       | 1       | 0       | 2       | 32      | 80      | 3            | 1            | 0            | 2            | 84           | 69           | 6      | 2      | 0      | 4      | 116    | 149    |
| CSI7 - Stagione regolare | .500      | 2       | 1       | 0       | 1       | 40      | 30      | 2            | 1            | 0            | 1            | 32           | 39           | 4      | 2      | 0      | 2      | 72     | 69     |
| Totale                   | .400      | 5       | 2       | 0       | 3       | 72      | 110     | 5            | 2            | 0            | 3            | 116          | 108          | 10     | 4      | 0      | 6      | 188    | 218    |

## Statistiche personali
Escluso il torneo CSI.

### Marcatori
| Giocatore    | Ruolo | TD rush | TD recv | TD int | TD p.ret | TD k.ret | TD oth | Xp1 | Xp2 | FG | Saf | Totale |
| ------------ | ----- | ------- | ------- | ------ | -------- | -------- | ------ | --- | --- | -- | --- | ------ |
| G. Marassi   |       | 3       | 0       | 0      | 0        | 0        | 0      | 0   | 4   | 0  | 0   | 26     |
| F. Contardi  |       | 2       | 0       | 0      | 0        | 0        | 0      | 0   | 3   | 0  | 0   | 18     |
| G. Ronga     |       | 3       | 0       | 0      | 0        | 0        | 0      | 0   | 0   | 0  | 0   | 18     |
| F. Autuori   |       | 1       | 1       | 0      | 0        | 0        | 0      | 0   | 1   | 0  | 0   | 14     |
| I. Bucci     |       | 0       | 1       | 0      | 0        | 0        | 0      | 0   | 1   | 0  | 0   | 8      |
| H. d'Onofrio |       | 1       | 0       | 0      | 0        | 0        | 0      | 0   | 1   | 0  | 0   | 8      |
| A. Buldo     |       | 1       | 0       | 0      | 0        | 0        | 0      | 0   | 0   | 0  | 0   | 6      |
| F. Marra     |       | 1       | 0       | 0      | 0        | 0        | 0      | 0   | 0   | 0  | 0   | 6      |
| G. Petraglia |       | 0       | 1       | 0      | 0        | 0        | 0      | 0   | 0   | 0  | 0   | 6      |
| L. Ronga     |       | 0       | 0       | 0      | 0        | 0        | 1      | 0   | 0   | 0  | 0   | 6      |

### Passer rating
| Giocatore | G | Att | Comp | Int | Yds | TD | NFL   | NCAA  |
| --------- | - | --- | ---- | --- | --- | -- | ----- | ----- |
| G. Ronga  | 5 | 65  | 21   | 10  | 298 | 3  | 23,91 | 55,28 |